# Glacier Ridge
Glacier Ridge är en bergstopp i Antarktis. Den ligger i Östantarktis. Nya Zeeland gör anspråk på området. Toppen på Glacier Ridge är 2 200 meter över havet.
Terrängen runt Glacier Ridge är bergig norrut, men söderut är den kuperad. Trakten är obefolkad. Det finns inga samhällen i närheten.